# Stanić Rijeka
Stanić Rijeka är ett samhälle i Bosnien och Hercegovina.   Det ligger i entiteten Federationen Bosnien och Hercegovina, i den centrala delen av landet, 100 km norr om huvudstaden Sarajevo. Stanić Rijeka ligger 209 meter över havet och antalet invånare är 1 079.
Terrängen runt Stanić Rijeka är lite kuperad. Närmaste större samhälle är Doboj, 4,1 km väster om Stanić Rijeka. 
I omgivningarna runt Stanić Rijeka växer i huvudsak blandskog. Runt Stanić Rijeka är det ganska tätbefolkat, med 67 invånare per kvadratkilometer.